# Kup europskih prvaka u rukometu 1967./68.
Ovo je deveto izdanje Kupa europskih prvaka u rukometu. Sudjelovale su 22 momčadi. Nakon dva kruga izbacivanja igrale su se četvrtzavršnica, poluzavršnica i završnica. Hrvatska je imala svog predstavnika, bjelovarski Partizan Bjelovar koji je predstavljao Jugoslaviju. Završnica se igrala u Frankfurtu na Majni ().

## Turnir

### Poluzavršnica
- SC Dynamo Berlin-Ost -  Steaua Bukurešt 16:15, 12:16
- Dukla Prag -  Partizan Bjelovar 25:16, 9:17

### Završnica
- Steaua Bukurešt -  Dukla Prag 13:11

- europski prvak:  Steaua Bukurešt (prvi naslov)